# Pierre Le Coq
Pierre Le Coq (Saint-Brieuc, 17 de enero de 1989) es un deportista francés que compite en vela en la clase RS:X.
Participó en los Juegos Olímpicos de Río de Janeiro 2016, obteniendo una medalla de bronce en la clase RS:X. Ganó dos medallas en el Campeonato Mundial de RS:X, oro en 2015 y bronce en 2019, y una medalla de bronce en el Campeonato Europeo de RS:X de 2013.

## Palmarés internacional
| \| Juegos Olímpicos \| Juegos Olímpicos \| Juegos Olímpicos \| Juegos Olímpicos \| \| Año \| Lugar \| Medalla \| Clase \| \| ------------------ \| ----------------------- \| ----------------- \| ---------------- \| \| 2016 \| Río de Janeiro (Brasil) \| Medalla de bronce \| RS:X \| \| Campeonato Mundial \| \| \| \| \| Año \| Lugar \| Medalla \| Clase \| \| 2015 \| Al-Mussanah (Omán) \| Medalla de oro \| RS:X \| \| 2019 \| Torbole (Italia) \| Medalla de bronce \| RS:X \| \| Campeonato Europeo \| \| \| \| \| Año \| Lugar \| Medalla \| Clase \| \| 2013 \| Brest (Francia) \| Medalla de bronce \| RS:X \| |                         |                   |       |
| Juegos Olímpicos |                         |                   |       |
| Año | Lugar                   | Medalla           | Clase |
| 2016 | Río de Janeiro (Brasil) | Medalla de bronce | RS:X  |
| Campeonato Mundial |                         |                   |       |
| Año | Lugar                   | Medalla           | Clase |
| 2015 | Al-Mussanah (Omán)      | Medalla de oro    | RS:X  |
| 2019 | Torbole (Italia)        | Medalla de bronce | RS:X  |
| Campeonato Europeo |                         |                   |       |
| Año | Lugar                   | Medalla           | Clase |
| 2013 | Brest (Francia)         | Medalla de bronce | RS:X  |